# 島隆 (写真家)

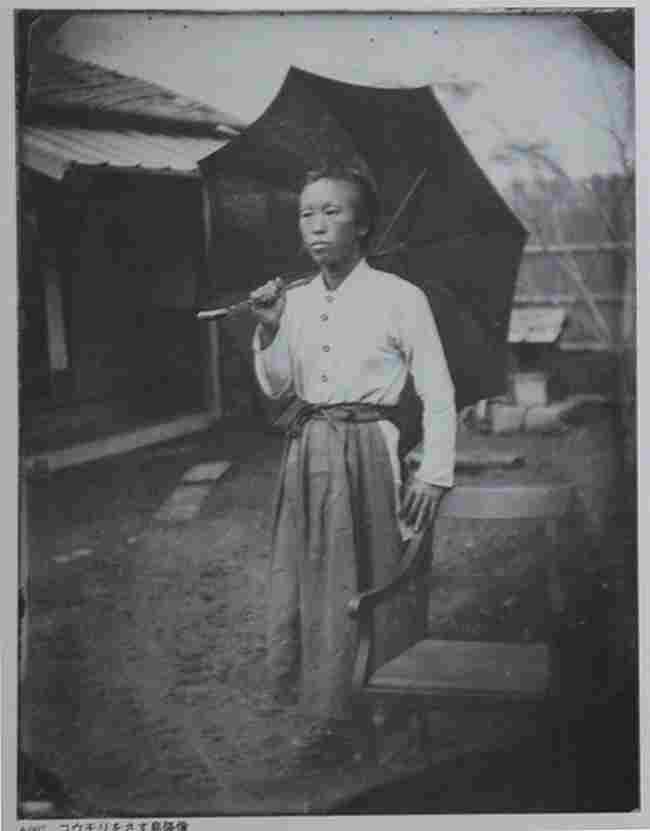
島隆（島霞谷撮影）

島 隆（しま りゅう、1823年〈文政6年〉 - 1899年〈明治32年〉）は、幕末・明治時代の写真家。日本最初の女流写真家とされる。

## 経歴
1823年（文政6年）、上野国桐生町・岡田吉右衛門の長女として生まれる。18歳の頃、一橋家の祐筆になるため江戸に上った。そこで、そこで通訳などの仕事で同家に出入りしていた島霞谷と結婚。霞谷から写真術を学び、女流写真師として営業した。1870年（明治3年）に霞谷と死別したあとは桐生で開業した。このとき、霞谷の遺品など全てを持ち帰った。1899年（明治32年）死亡。
1988年（昭和63年）に子孫宅の土蔵から、隆が持ち帰った霞谷の膨大な遺品の数々がそっくりそのままの状態で発見された。霞谷夫妻の全貌が明らかになっただけでなく、江戸幕末期の状況を多角的に考察できる第一級の史料を今日に提供することとなった。